# Das alte Europa
Der Ausdruck Das alte Europa (englisch Old Europe) ist laut der Gesellschaft für deutsche Sprache Deutschlands Wort des Jahres 2003. Es wurde am 22. Januar 2003 vom US-amerikanischen Verteidigungsminister Donald Rumsfeld auf einer Pressekonferenz des US-Verteidigungsministeriums verwendet. Viele Menschen verstanden den Ausdruck als abwertende Bezeichnung für jene europäischen Länder, die eine Teilnahme am Irakkrieg von 2003 ablehnten und/oder sich kritisch dazu äußerten.
Wörtlich antwortete er auf den Kommentar des Reporters John Shovelan, dass bei den europäischen Verbündeten der Vereinigten Staaten wie Frankreich, Deutschland und den Niederlanden viele Menschen im Zweifelsfall eher zu Saddam Husseins statt George W. Bushs Gunsten entscheiden würden, obwohl diese Länder keine muslimischen Geistlichen haben würden:

“You’re thinking of Europe as Germany and France. I don’t. I think that’s old Europe.”

„Sie denken bei Europa an Deutschland und Frankreich. Ich nicht. Ich glaube, das ist das alte Europa.“

Kurz darauf bezeichnete er Deutschland und Frankreich (bzw. die Politik derer Regierungschefs) als „Problem“. Schließlich behauptete er Anfang Februar 2003, dass Deutschland, Kuba und Libyen die einzigen Länder seien, die einen möglichen Irakkrieg unter allen Umständen kategorisch ablehnten. Auch wenn es in Wahrheit noch andere Staaten gab, die zu diesem Zeitpunkt die gleiche Haltung zu einem möglichen Irakkrieg hatten, war die Behauptung insofern korrekt, als diese Staaten alle einen möglichen Irakkrieg kategorisch ablehnten. Dies wurde von vielen allerdings so verstanden, dass er Deutschland mit undemokratischen und menschenrechtsverletzenden Diktaturen auf eine Stufe stelle.
In der deutschen Öffentlichkeit fand der Ausdruck „Altes Europa“ sogleich dankbare Aufnahme und einen starken, mit ironischem Unterton versehenen Widerhall. In den folgenden Wochen und Monaten entwickelte sich das alte Europa zu einem geflügelten Wort, das teilweise auch mit Stolz und dem Hinweis auf eine vorgeblich moralisch integre Position gebraucht wurde. Zudem diente es auch zur Unterscheidung der westeuropäischen Länder von den mittelosteuropäischen Ländern, die aus verschiedenen Erwägungen heraus den Kriegskurs der Vereinigten Staaten mehr oder weniger stark unterstützten. Kritiker sahen in dieser Haltung den Ausdruck einer gewissen Arroganz gegenüber den Staaten Ost- und Mittelosteuropas.
Das alte Europa war 150 Jahre zuvor Bestandteil eines Schimpfvokabulars. Das Kommunistische Manifest begann Karl Marx 1848 mit einem polemischen Rundumschlag auf das, seiner Meinung nach geistig und gesellschaftlich zurückgebliebene, reaktionäre Europa der Restauration:

„Ein Gespenst geht um in Europa – das Gespenst des Kommunismus. Alle Mächte des alten Europa haben sich zu einer heiligen Hetzjagd gegen dies Gespenst verbündet, der Papst und der Zar, Metternich und Guizot, französische Radikale und deutsche Polizisten.“

Auch die US-amerikanische Autorin Djuna Barnes schreibt in ihrem 1936 erschienenen Roman Nightwood (deutsch Nachtgewächs, 1959):

„Seine Verlegenheit nahm die Form einer fixen Idee an; er nannte sie das alte Europa: Es handelte sich um Aristokratie, Adel, um Herrscherhäuser. Sprach er von Titeln, so schaltete er Pausen ein: eine vor, eine nach dem Namen. Er wusste, dass Weitschweifigkeit sein einziger Kontakt war, und er bediente sich ihrer mit langem Atem und detaillierter Sachkenntnis. Mit dem wütenden Eifer des Fanatikers hetzte er den eigenen Mangel an Ebenbürtigkeit zu Tode, indem er die Gebeine längst vergessener Kaiserhöfe wieder zusammensetzte – bekanntlich können nur jene, deren man sich lang erinnert, Anspruch auf lange Vergessenheit erheben – […]“